# Hold on Tight
Hold on Tight är det Florida-baserade bandet Hey Mondays debutalbum. Det släpptes den 7 oktober 2008.

## Låtlista
1. "Set Off" (Hey Monday/Sam Hollander/Dave Katz) – 3:27
2. "How You Love Me Now" (Hey Monday/Sam Hollander/Dave Katz/Butch Walker) – 3:17
3. "Homecoming" (Hey Monday/Sam Hollander/Dave Katz/Willam Beckett) – 3:58
4. "Obvious" (Hey Monday/Sam Hollander/Dave Katz) – 3:29
5. "Candles" (Hey Monday/Sam Hollander/Dave Katz) – 2:56
6. "Run, Don't Walk" (Hey Monday/Sam Hollander/Dave Katz) – 3:42
7. "Josey" (Hey Monday) – 3:19
8. "Hurricane Streets" (Hey Monday/Sam Hollander/Dave Katz) – 3:06
9. "Arizona" (Hey Monday/Sam Hollander/Dave Katz) – 3:36
10. "Should've Tried Harder" (Hey Monday) – 3:07
11. "6 Months" (Hey Monday) – 3:36